# Бургдорф (Вольфенбюттель)
Бургдорф (нім. Burgdorf) — громада в Німеччині, розташована в землі Нижня Саксонія. Входить до складу району Вольфенбюттель. Складова частина об'єднання громад Баддекенштедт.
Площа — 24,06 км2. Населення становить 2205 ос. (станом на 31 грудня 2021).

## Галерея

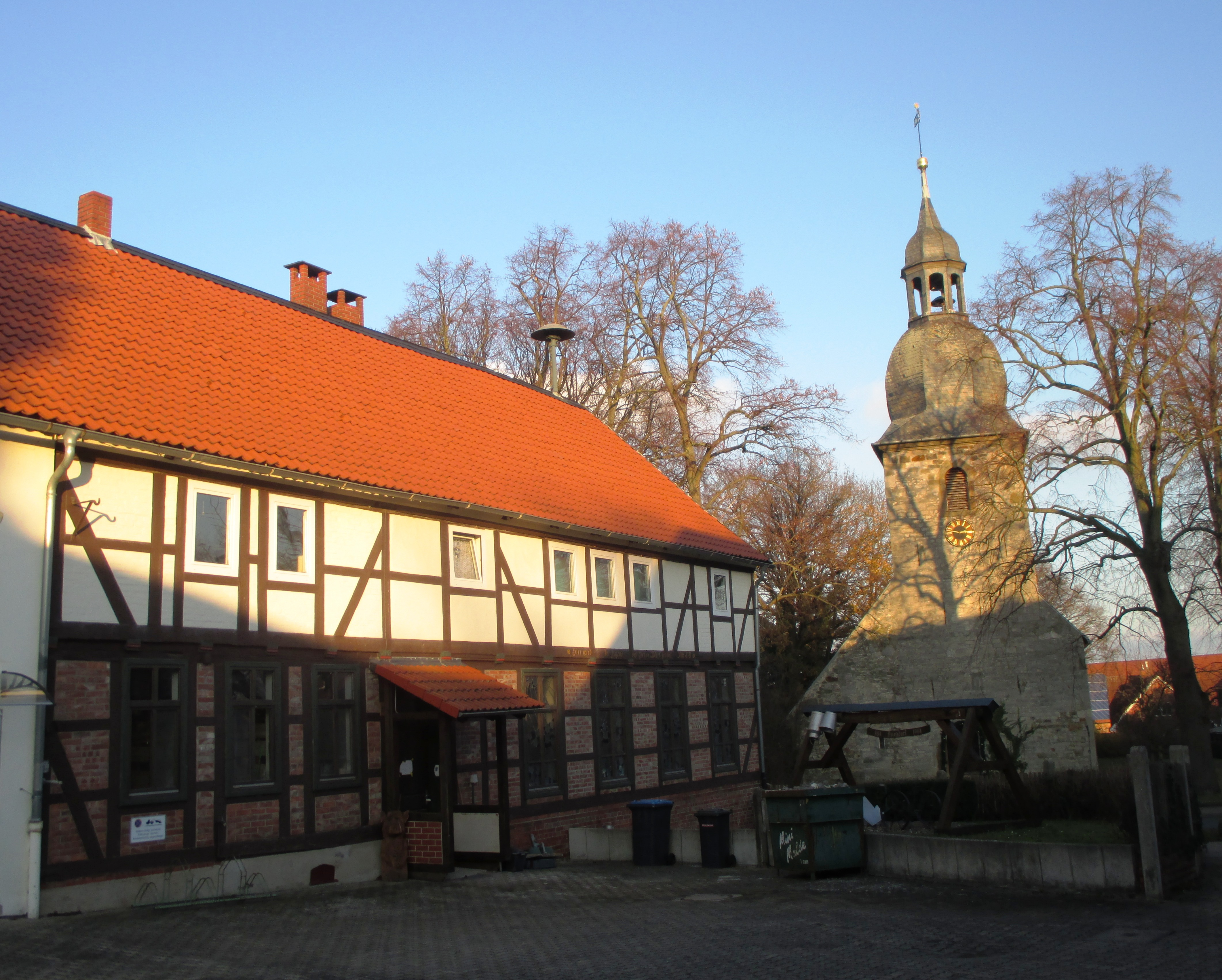
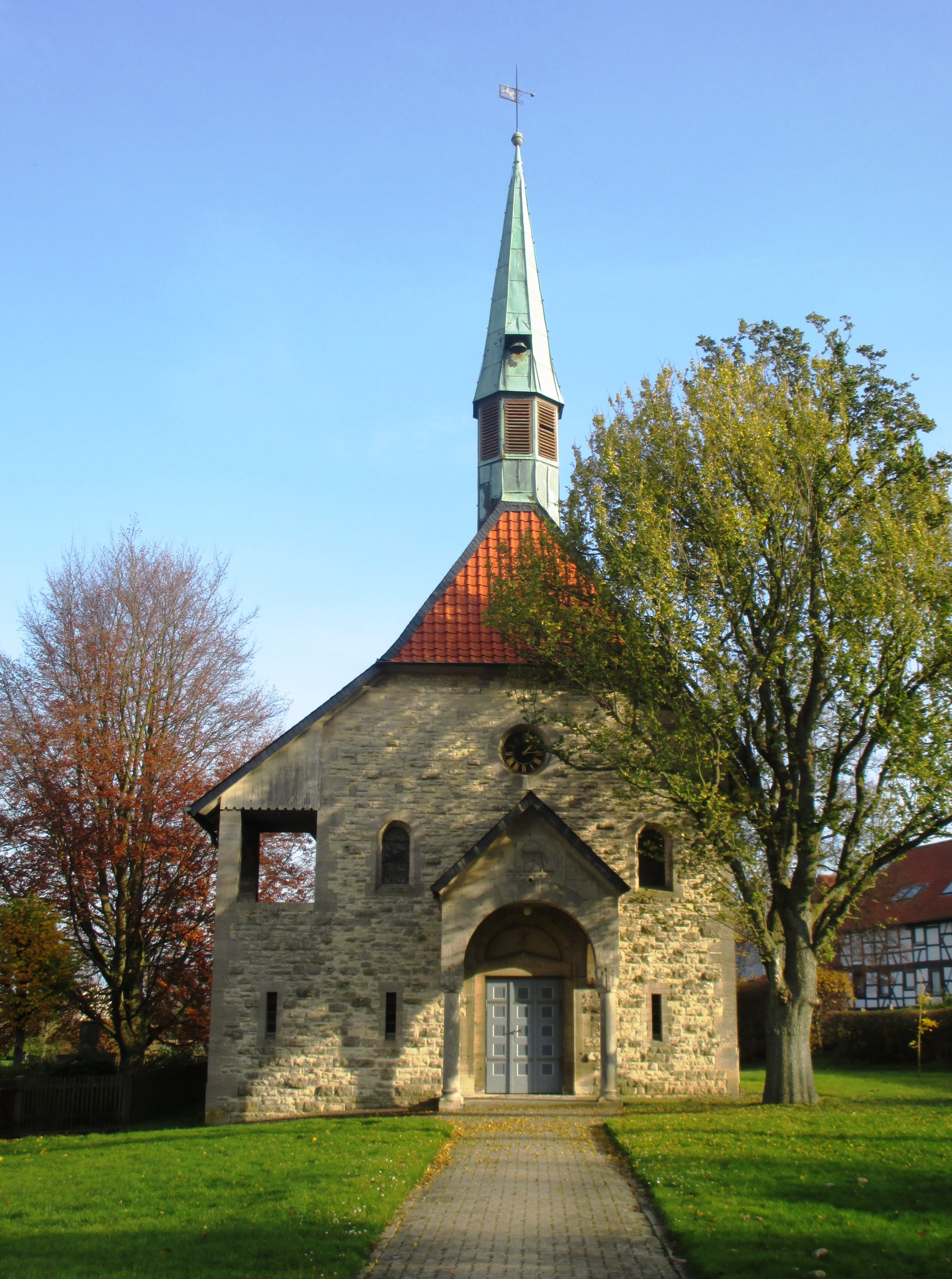
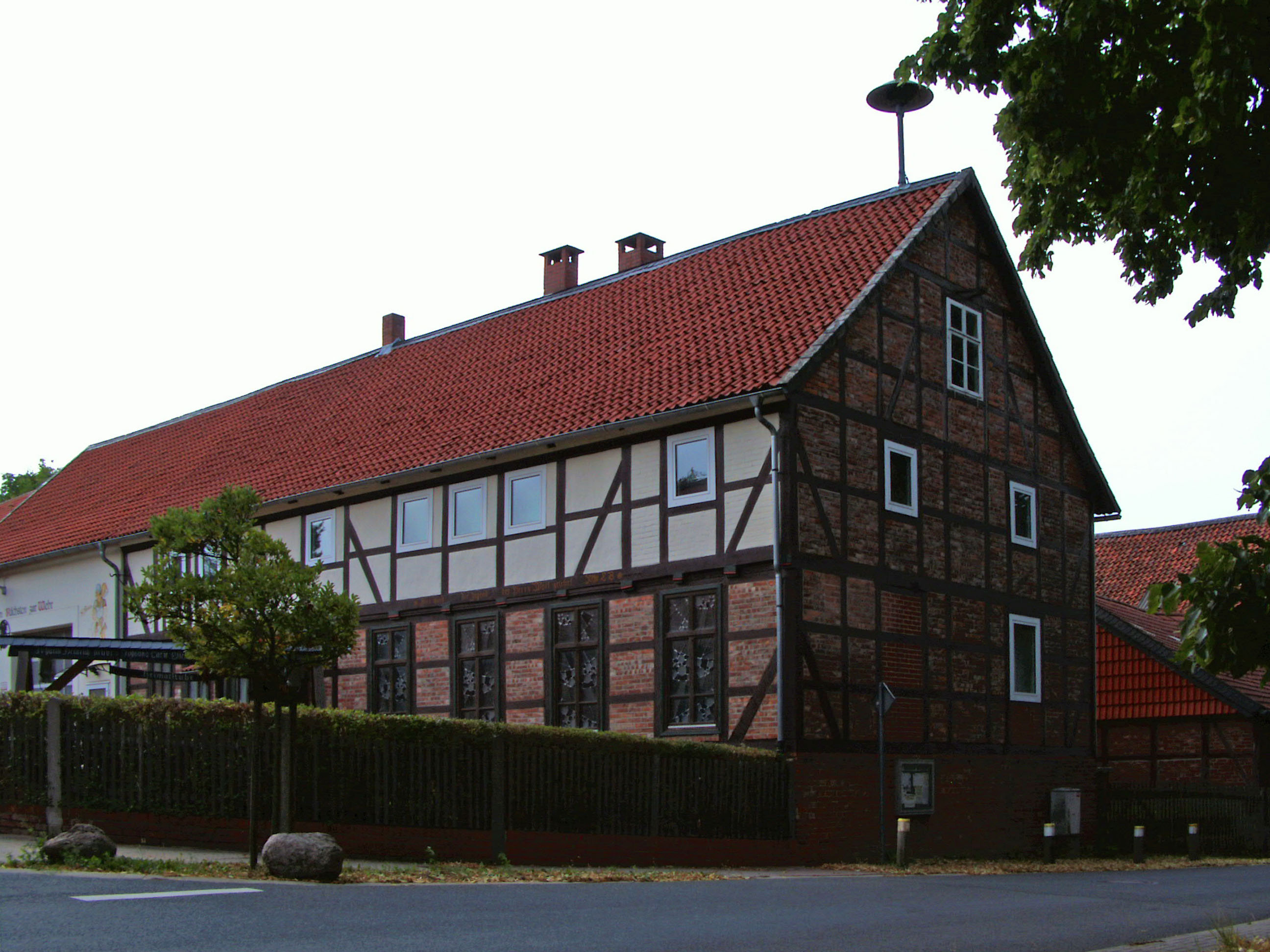
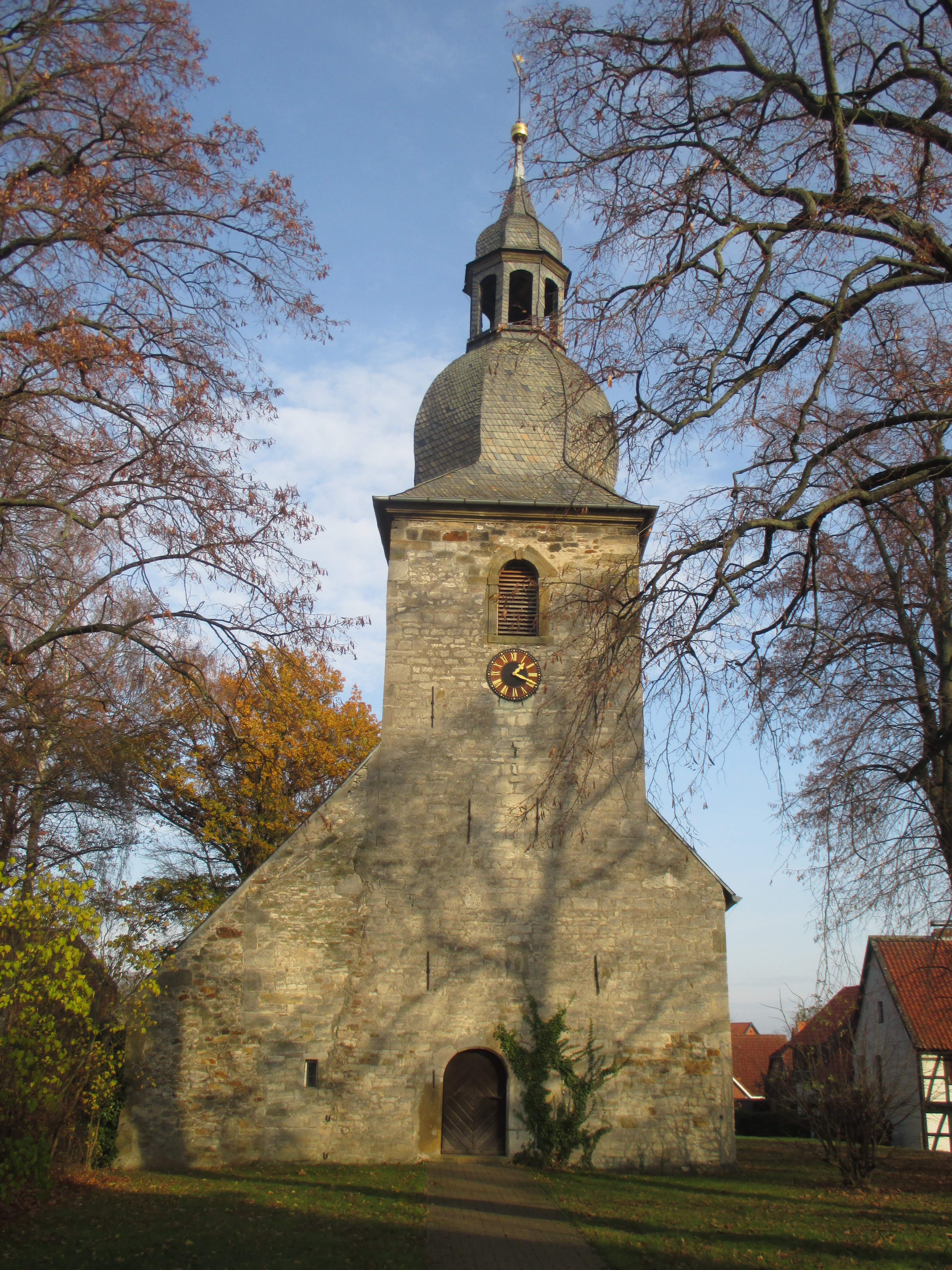